# Disporella tridentata
Disporella tridentata är en mossdjursart som först beskrevs av William Aitcheson Haswell 1880.  Disporella tridentata ingår i släktet Disporella och familjen Lichenoporidae. Inga underarter finns listade i Catalogue of Life.